# غلين تورمان
غلين تورمان (بالإنجليزية: Glynn Turman)‏ هو كاتب سيناريو وممثل أمريكي، ولد في 31 يناير 1947 بنيويورك في الولايات المتحدة. من الجوائز التي نالها جائزة الإيمي برايم تايم.

## أعمال

### أفلام
- (1984) جريملينز[4][5][6]
- (2000) رجال الشرف[7]
- (2005) صحاري
- (2010) اللصوص[8]
- (2011) سوبر 8[9]
- (2016) سباق[10]

### مسلسلات
- فلاش فورورد

## جوائز
- جائزة الإيمي برايم تايم

## وصلات خارجية
- غلين تورمان على موقع IMDb (الإنجليزية)
- غلين تورمان على موقع روتن توميتوز (الإنجليزية)
- غلين تورمان على موقع ألو سيني (الفرنسية)
- غلين تورمان على موقع أول موفي (الإنجليزية)
- غلين تورمان على موقع قاعدة بيانات برودواي على الإنترنت (الإنجليزية)
- غلين تورمان على موقع قاعدة بيانات الأفلام السويدية (السويدية)
- غلين تورمان على موقع إن إن دي بي (الإنجليزية)
- غلين تورمان على موقع قاعدة بيانات الفيلم (الإنجليزية)
- غلين تورمان على موقع كينوبويسك (الروسية)